# Ángel Unchupaico Canchumani
Ángel Unchupaico Canchumani  (Cullpa Alta, región Junín - 24 de octubre de 1972) es Licenciado en Ciencias de la Comunicación y político peruano. Gobernador regional de Junín para el período 2015-2018.

## Biografía
Nació en el anexo de Cullpa Alta, distrito de El Tambo, provincia de Huancayo del departamento de Junín, el 24 de octubre de 1972. Su padre Cecinio Unchupaico Tovar; es originario de Acobamba (ceja de selva). Y su madre, Raida Canchumani Ricse; agricultora de la comunidad campesina de Cullpa Alta, distrito de El Tambo, provincia de Huancayo. [cita requerida]
Estudió el nivel inicial en la I.E. N° 31540 de Cullpa Baja El Tambo, y la primaria en la I.E La Asunción de Palián de la congregación Franciscana. El nivel secundario en el Colegio Nacional Santa Isabel. Estudió la carrera de Ciencias de la Comunicación en la Universidad Nacional del Centro del Perú. Además terminó la maestría en Gestión Pública y obtuvo el grado de magíster; y concluyó sus estudios de doctorado en Desarrollo Sostenible y Medio Ambiente.[cita requerida]

## Vida política
Es líder y fundador del Movimiento Regional Junín Sostenible con su Gente (JUS).

Movimiento político regional Junín Sostenible

### Alcalde de El Tambo
En 2006 fue elegido alcalde de El Tambo en las elecciones municipales para el periodo 2007-2010. En 2010 fue reelegido alcalde de El Tambo en las elecciones municipales para el periodo 2010-2014.

### Gobernador de Junín
En el 2014 postuló a las elecciones regionales para la presidencia regional de Junín con el Movimiento Regional Junín Sostenible con su Gente. En la primera vuelta realizada el 5 de octubre quedó en el primer lugar de las preferencias electorales, delante del candidato a la reelección, Vladimir Cerrón. Al no haber alcanzado ninguno de los candidatos el 30% de los votos emitidos, Unchupaico y su contrincante compitieron en segunda vuelta por la presidencia regional, saliendo ganador Ángel Unchupaico Canchumani